# ألوان مكملة

الألوان المكملة في النموذج اللوني أحمر أخضر أزرق.

الألوان المكملة هي ألوان متقابلة في الدائرة اللونية (الكروماتيكية) تلاشي بعضها بعضًا إذا ما مزجت، فإذا مزجت يتكون إما أبيض أو أسود أو رمادي.

## معرض صور

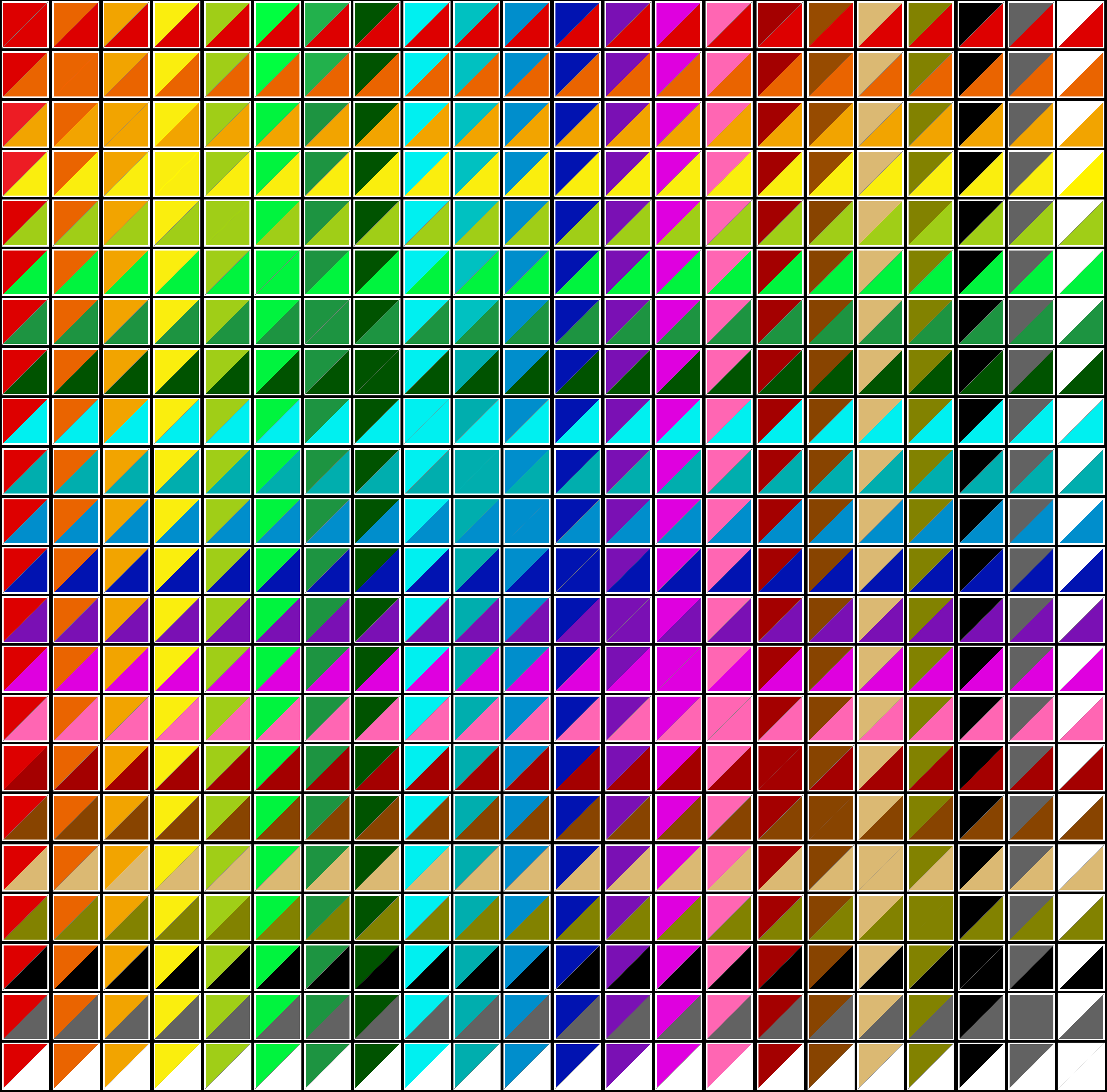
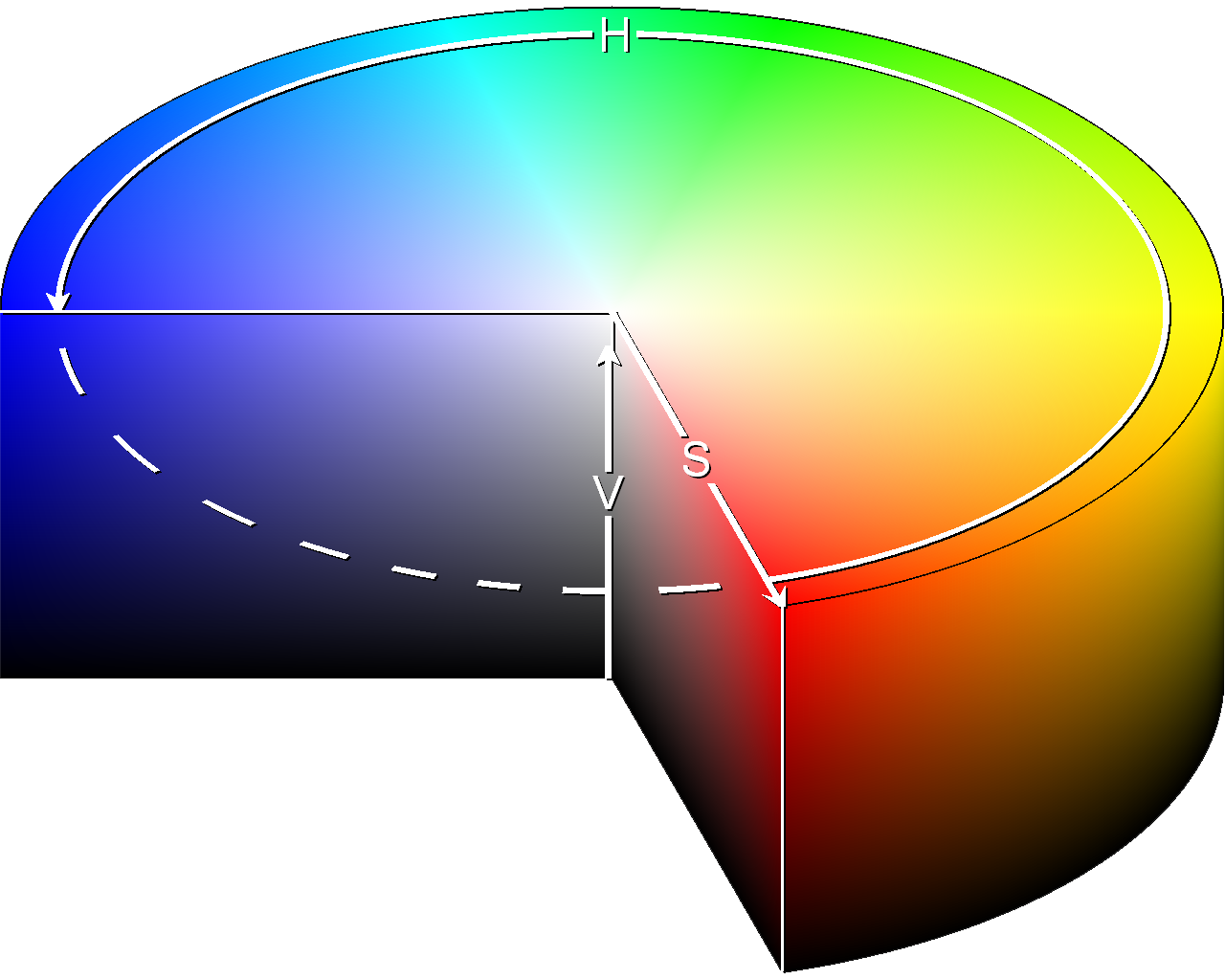